# Колькайнар
Колькайна́р (каз. Көлқайнар) — населённый пункт в Жамбылском районе Жамбылской области Казахстана, входит в состав Колькайнарского сельского округа. Код КАТО — 314045400.

## География
Село расположено в центрально-восточной части Жамбылского района, в 19 километрах к северу от областного центра города Тараз, в 8 километрах к северо-востоку от административного центра сельского округа села Тастобе, и в 16 километрах к северо-востоку от районного центра села Аса. Ближайшая железнодорожная станция Аса (село Аса) — расположена в 16 километрах к юго-западу от села (по дороге — 22,9 км). Соседние населённые пункты: Абай в 3 километрах к югу, Актобе в 5 километрах к востоку, Тастобе в 8 километрах к юго-западу. Транспортное сообщение осуществляется посёлочными дорогами с выходом на автодорогу КН-2 к западу и КН-7 к востоку. Высота центра населённого пункта — 503 метров над уровнем моря.

## Население
| Численность населения | Численность населения | Численность населения |
| 1989                  | 1999                  | 2009                  |
| --------------------- | --------------------- | --------------------- |
| 121                   | ↗131                  | ↘90                   |